# 圣西克斯特
圣西克斯特（法語：Saint-Sixte，法語發音：[sɛ̃ sikst]）是法国卢瓦尔省的一个市镇，属于蒙布里松区。

## 地理
圣西克斯特（45°46'33"N, 3°58'56"E）面积15.35 平方千米，位于法国奥弗涅-罗讷-阿尔卑斯大区卢瓦尔省，该省份为法国中南部省份，北起顺时针与索恩-卢瓦尔省、罗讷省、伊泽尔省、阿尔代什省、上盧瓦爾省、多姆山省和阿列省接壤。
与圣西克斯特接壤的市镇（或旧市镇、城区）包括：阿约、阿尔坦、利尼翁河畔博安、比西-阿尔比约、瑟宰、莱尼厄、萨伊苏库藏。

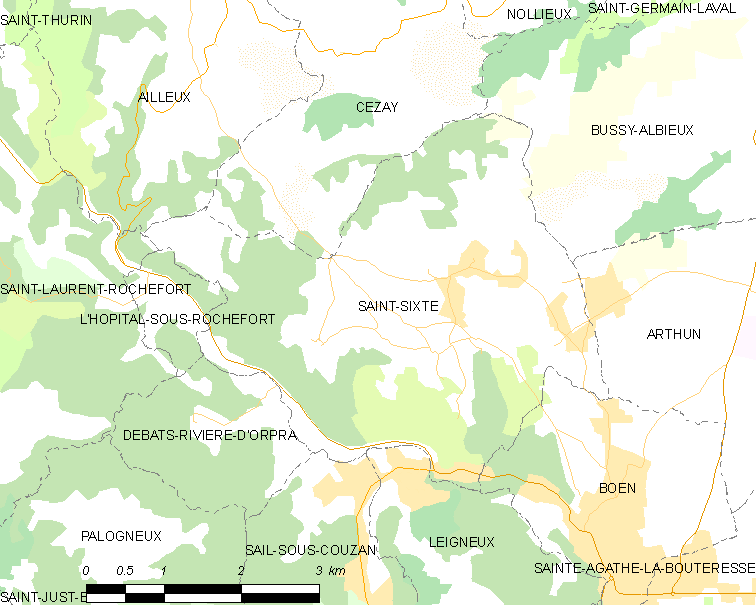
圣西克斯特的OSM定位图

圣西克斯特的时区为UTC+01:00、UTC+02:00（夏令时）。

## 行政
圣西克斯特的邮政编码为42130，INSEE市镇编码为42288。

## 政治
圣西克斯特所属的省级选区为利尼翁河畔博安县。

## 人口

1962-2008年间圣西克斯特人口变化图示

圣西克斯特于2022年1月1日时的人口数量为683人。